# Alcibiade Bertolotti
Alcibiade Bertolotti (Parma, 28 ottobre 1862 – San Paolo, 5 febbraio 1957) è stato un ingegnere e giornalista italiano.

## Biografia
Nacque nel quartiere Vigatto di Parma il 28 ottobre 1862 da Antonio Bertolotti, proprietario terriero di poderi a San Secondo Parmense e San Lazzaro, ed Euriclea Agnoli. Si laureò in ingegneria presso l'Università di Bologna e in giovane età aderì al movimento socialista, divenendo una figura di spicco nel circondario di Borgo San Donnino del deputato Luigi Musini.
Tra il 1884 e il 1890 subì numerose condanne per reati politici e in seguito all'emissione di un mandato di cattura per falso in materia elettorale si esiliò in Brasile, stabilendosi a San Paolo dove lavorò come ingegnere per conto della pubblica amministrazione. Nel 1891 fu tra i fondatori del giornale Il Messaggero, di cui fu primo direttore, mentre nel 1900 contribuì alla creazione della Lega Democratica Italiana, che riuniva anarchici, socialisti e repubblicani di origine italiana; questa Lega nel 1901 fu trasformata in circolo socialista e organizzò i primi grandi scioperi a San Paolo, contribuendo insieme al proprio organo di stampa, denominato Avanti, allo sviluppo delle prime leghe operaie di categoria.
A San Paolo progettò la sede del consiglio comunale in largo (poi rua) do Tesouro e due palazzine residenziali in rua Florencìo de Abreu, poi demolite. A Piracicaba si occupò della pianificazione della Fazenda Pugliesi, progettando case, ferrovie e infrastrutture varie, così come si occupò della costruzione di alcune fabbriche di ceramica a Calmon Viana (comune di Poá) oltre che della progettazione della ferrovia tra Santos e Juquía.
Morì a San Paolo il 5 febbraio 1957.